# Bibianna Moraczewska
Bibianna Moraczewska (ur. 27 listopada 1811 w Zielątkowie, zm. 6 października 1887 w Poznaniu) – polska pisarka, działaczka społeczna i niepodległościowa.

## Życiorys
Bibianna Moraczewska urodziła się w Zielątkowie k. Obornik jako córka ziemianina Tomasza i Józefy z domu Kierska. W Zielątkowie spędziła dzieciństwo i młodość. W 1840 po sprzedaży Zielątkowa, przez 2 lata mieszkała w Naramowicach k. Poznania, a od 1842 w samym Poznaniu razem z bratem Jędrzejem Moraczewskim, z którym prowadziła salon literacko-intelektualny. W dyskusjach literackich i politycznych, które odbywały się u Moraczewskich brali udział m.in. Ryszard Berwiński, Lucjan Siemieński, Roman Zmorski, Edward Dembowski i Narcyza Żmichowska. W 1846 zajmowała się działalnością agitacyjną wśród ludu i propagowała hasła narodowe oraz demokratyczne. Kontaktowała się z ośrodkami emigracyjnymi oraz była pośredniczką w przekazywaniu korespondencji działaczy politycznych. Kolportowała również do Królestwa Polskiego nielegalne pisma polityczne. Organizowała opiekę nad rannymi w 1848 oraz 1863. W 1856 zetknęła się w Warszawie z kołem tamtejszych entuzjastek. W latach 1871–1887 w powstałym z jej inicjatywy Towarzystwie Pomocy Naukowej dla Dziewcząt pełniła funkcję przewodniczącej. Działała również w innych organizacjach społecznych (Koło Pań Wielkopolskich, Komitet Pomnikowy, Bank Ziemski). Związana z „Przeglądem Naukowym” Edwarda Dembowskiego.
Była zaangażowana w działalność Towarzystwa Demokratycznego Polskiego, w kultywowanie polskości w Wielkim Księstwie Poznańskim. Była autorką dwóch podręczników historii Polski (1850 i 1852). 
Z jej twórczości największą wartość przedstawia dziennik, który został opublikowany w 1911 roku i zawiera opis lat 1836-1840 i 1855-1863. Pozostawiła po sobie m.in. powieści: Przygody z życia generała Madalińskiego (1850) i Dwóch rodzonych braci (1859). W 1852 roku opublikowano Co się działo w Polsce od samego początku, aż do pierwszego rozbioru kraju.
Członkini środowiska emancypantek warszawskich Entuzjastki, publicystka. 
Bibianna Moraczewska jest pochowana na Cmentarzu Zasłużonych Wielkopolan.